# Polígono convexo

Un decágono regular. Todos los polígonos regulares y simples son polígonos convexos.

Un polígono convexo es un polígono en el que la suma de cada uno de los ángulos interiores es de {\displaystyle (n-2)\cdot 180} grados o {\displaystyle (n-2)\cdot \pi } radianes. Un polígono es estrictamente convexo si todos sus ángulos internos son estrictamente menores de 180 grados y todas sus diagonales son interiores. Todo polígono que no es convexo se denomina polígono cóncavo.

## Definición
Un polígono es  convexo si al prolongar cualquiera  de sus lados queda completamente en uno de los semiplanos que determina tal recta.
Los polígonos convexos tienen una amplia gama de propiedades  que los hacen especialmente útiles en la resolución de problemas de geometría, geometría computacional e informática gráfica. 
Todos los triángulos son polígonos convexos. Todos los polígonos regulares son convexos, salvo los  polígonos estrellados regulares. Un polígono simple puede ser convexo o cóncavo, excepto un triángulo que no puede ser cóncavo. Dos puntos distintos A y B determinan un lado de un triángulo ( y una recta) el tercer punto C queda en uno de los semiplanos determinado por la recta AB y por ello todo el Δ queda en un solo semiplano respecto a AB. Pero si hay por los menos dos puntos más, aparte de A y B, ellos pueden estar en un mismo semiplano o en semiplanos opuestos, lo que no garantiza la convexidad

## Elementos y subconjuntos

### Punto interior
Sea I un punto del plano, se traza por I una recta que corta a dos de los lados del polígono en los puntos M y N, si el punto I está entre M y N, al punto I, se llama punto interior del polígono y al conjunto de todos los puntos interiores se denomina interior del polígono.

### Frontera
La unión de todos los lados se nombra frontera del polígono.

### Exterior
Un punto E del plano que no está en el interior de un polígono, tampoco en la frontera se llama punto exterior del polígono. El conjunto de todos los puntos exteriores se nombra exterior del polígono.

### Proposición
la unión del interior, la frontera y el exterior de un polígono es igual al plano que los contiene. Además por ser dos a dos disjuntos son una partición del plano. De modo que un punto arbitrario del plano está en uno y solo uno  de dichos subconjuntos: interior, frontera, exterior.

### Región poligonal
La unión del interior y de la frontera de un polígono se llama región poligonal

## Propiedades de los polígonos convexos

El cierre convexo de una serie de puntos es siempre un polígono convexo

Triangulación en abanico de un polígono convexo, empleando las diagonales de un vértice.

Las siguientes propiedades de un polígono simple son equivalentes a la condición de convexidad:
- Todos sus ángulos  son menores  180 grados.
- Todo segmento cuyos extremos estén en el interior o la frontera del polígono está contenido en la región poligonal.
- Todas sus diagonales  están contenidas completamente en la región poligona, hecho que no ocurre en caso de polígonos cóncavos.
- El interior del polígono está completamente contenido en el semiplano definido por la recta soporte de cada uno de sus lados.
- El interior del polígono está completamente contenido en la región angular interior del ángulo de cada uno de sus vértices.
- El polígono coincide con el cierre convexo de sus vértices.
- Todo polígono simple y cíclico, es decir, aquellos polígonos cuyos vértices están todos en su  circunferencia circunscrita, son convexos. Sin embargo, no todos los polígonos convexos son cíclicos.
- Todo polígono simple y regular son convexos. La condición de polígono simple es necesaria porque existen  polígonos estrellados regulares.

Adicionalmente, todos los polígonos convexos cumplen las siguientes propiedades:
- La intersección de dos polígonos convexos es un polígono convexo.
- Todos los polígonos convexos son  monótonos.
- La suma de los ángulos de un polígono convexo de {\displaystyle n} lados es {\displaystyle (n-2)\cdot \pi } radianes.[5]
- El número de diagonales de un polígono de n lados es:{\displaystyle N_{d}={\frac {n(n-3)}{2}}}.
- En toda colección de al menos 3 polígonos convexos: si la intersección de cada 3 de ellos es no vacía, entonces la intersección de toda la colección es no vacía (Teorema de Helly).
- Un polígono convexo puede ser reconstruido a partir de las coordenadas de sus vértices, sin necesidad de conocer el orden de los mismos (Teorema de Krein-Milman). Esto es consecuencia de que unpolígono convexo equivale al cierre convexo de sus vértices.
- Para cualquier par de polígonos convexos cuya intersección sea vacía, puede trazarse una recta que los separa.
- De todos los triángulos contenidos en un polígono convexo, existe un triángulo de área maximal cuyos vértices son todos vértices del polígono.[6]
- Todo polígono convexo con área {\displaystyle A} puede ser  inscrito en el interior de un triángulo de área menor o igual a {\displaystyle 2A}. El área será {\displaystyle 2A} únicamente si el polígono es un paralelogramo.[7]
- El diámetro medio de un polígono convexo es igual a su perímetro dividido por {\displaystyle \pi }. Así que su diámetro medio es igual al diámetro de una circunferencia del mismo perímetro que el polígono[8]
- Para todo polígono convexo {\displaystyle C}, podemos inscribir dentro un rectángulo {\displaystyle r} tal que una copia homotética de {\displaystyle r}, llamada {\displaystyle R}, será circunscrita a {\displaystyle C} y la razón de homotecia será menor o igual a 2, y además {\displaystyle 0.5{\text{ × area}}(R)\leq {\text{area}}(C)\leq 2{\text{ × area}}(r)}.[9]